# Kabupaten de Jepara
Le kabupaten de Jepara, en indonésien Kabupaten Jepara, est un kabupaten de la province indonésienne de Java central. Son chef-lieu est Jepara.

## Géographie
Le kabupaten est bordé :
- Au  nord, par celui de Pati,
- À l'est, par celui de Kudus,
- Au sud, par ceux de et Demak et
- À l'ouest, par celui de Demak.

## Histoire

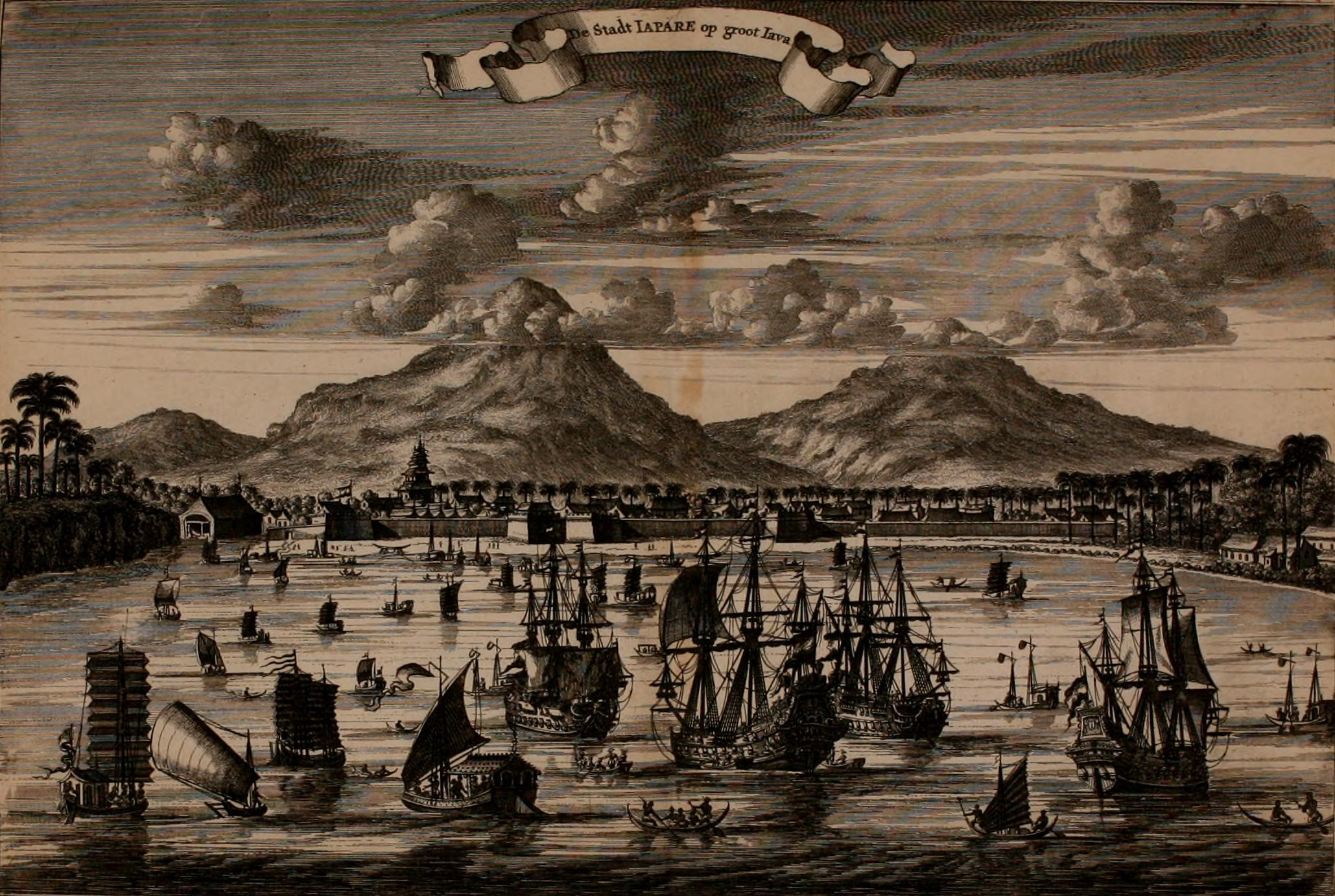
Gravure représentant Jepara et sa baie vers 1650.

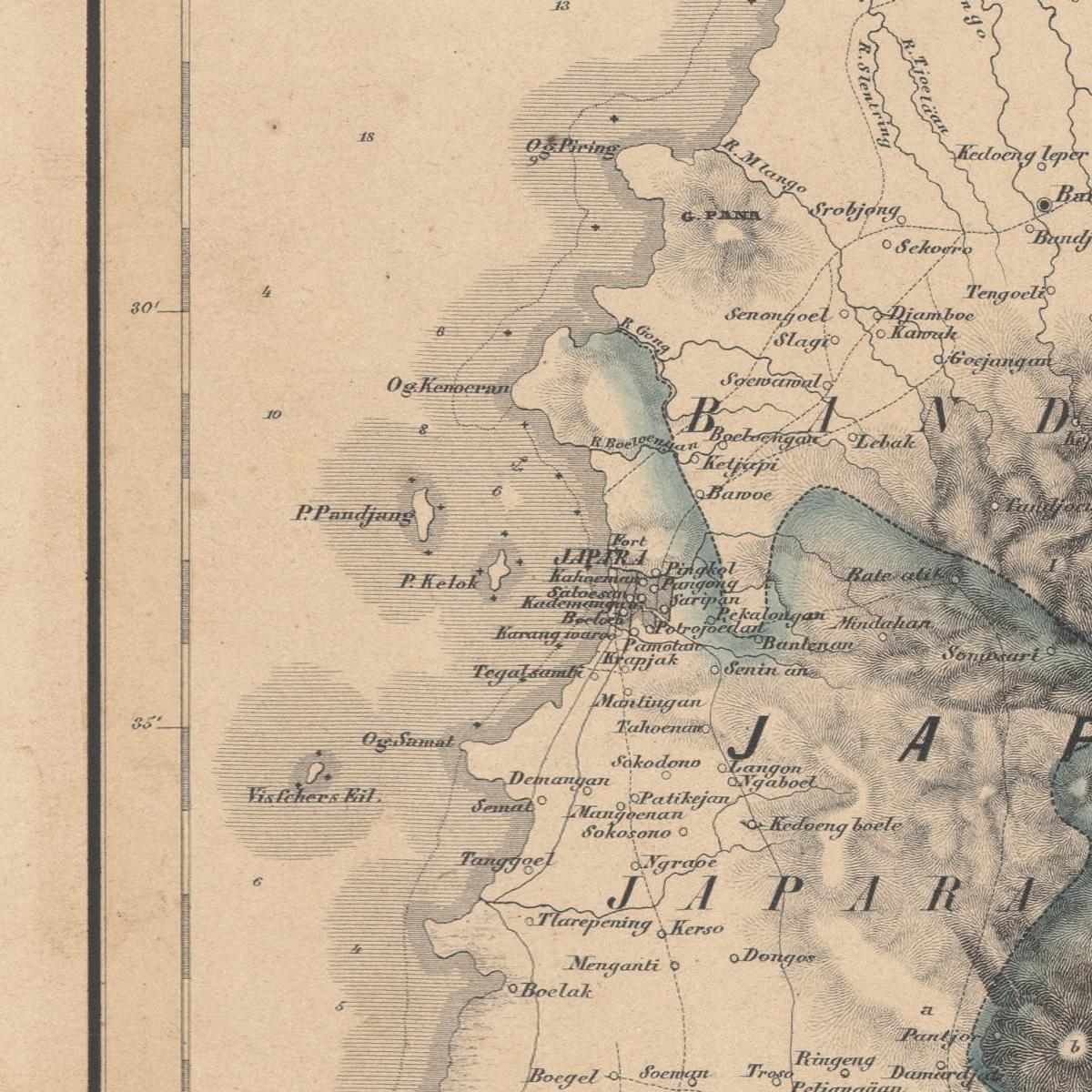
Carte de Jepara de 1858.

Au XVIe siècle, Jepara était un des nombreux royaumes musulmans du Pasisir, comme les Javanais appellent la côte nord de leur île. La reine Kalinyamat (1549-1579) lança sans succès plusieurs expéditions contre Malacca, conquise en 1511 par les Portugais.

## Tourisme
La ville est réputée pour son artisanat, qui produit des meubles exportés dans le monde entier.
Dans le village d'Ujung Watu sur la côte, on trouve un fort portugais (Benteng Portugis) de dimensions modestes (37 mètres sur 29 mètres). Ce fort a été construit  par des Portugais en 1632, sous le règne du Sultan Agung de Mataram.
À 3 km au large du fort portugais se trouve la petite île de Mandalika.

### Sites naturels
- Les Îles Karimun Jawa, à 80 km au nord de Jepara
- Île Panjang
- Île Mandalika, à Ujungwatu
- Plage de Kartini, en Bulu Village
- Plage de Tirto Samodra, au village de Bandengan
- Plage deEmpu Rancak, au village de Karanggondang
- Plage de Pungkruk, dans Mororejo Village
- Guamanik Pecatu Beach, dans Ujungwatu Village
- Teluk Awur Beach, dans Telukawur Village
- Plage de Semat, au village de Semat Village
- Plage de Tanjung Karang, dans Mulyoharjo Village
- Plage d'Ombak Mati, à Bondo Village
- Réserve des Monts Clering, au village de Clering
- Cascade de Songgo Langit, au village de Bucu
- Anges Wellspring et Jaka Tarub, au village de Daren
- Lac de Punden, au village de Gemulung
- Lac de Sejuta Akar (Lac millions Racine), à Bondo Village
- Grotte de Tritip, à Ujung watu Village
- Grotte de Manik, dans Sumanding Village
- Wono Pinus Setro, dans Batealit Village
- Sreni Indah, dans Bategede Village

### Sites historiques

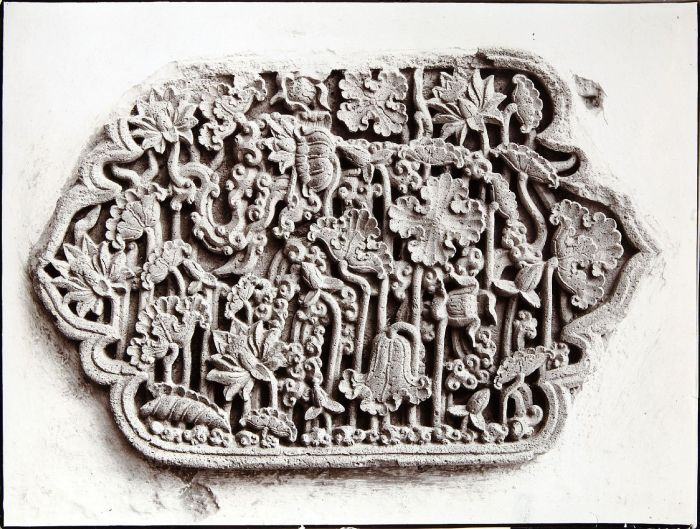
Bas-relief de la mosquée de Mantingan représentant un éléphant à partir de motifs floraux.

- Fort portugais, au village d'Ujungwatu
- Fort Jepara XVI, à Ujungbatu
- Mosquée de Mantingan, dans le village de Mantingan
- Musée Kartini, au village de Panggang
- Monument Kartini Placenta, au village de Pelemkerep
- Arc de Mosquée Jami 'Baiturrohman je Robayan, au village de Robayan Village
- Monastère Hian Thian Siang Tee, dans Welahan Village
- Bubrah Temple, dans Tarung Village
- Angin Temple, dans Tarung Village

### Family Recreation
- Tiara Park Waterboom et 3D Theater, dans Purwogondo Village
- Alamoya Waterboom, dans Bapangan Village
- Piscine "Pool Sinta", dans Pecangaan Kulon Village
- Orange l'agriculture le tourisme, dans Bategede Village

### Loisirs commercial
- Marché de l'artisanat (Pasar Kerajinan), dans Margoyoso Village
- Marché à la dérive (Pasar Apung), dans Demaan Village
- Centre Commercial Jepara (CSJ), au Village Panggang
- Saudara Swalayan, dans le village de Ngabul
- Karangrandu Market (marché traditionnel Snack), dans Karangrandu Village
- Ngabul Market (marché Durian), dans le village de Ngabul
- Marché aux enchères de meubles, en Rengging Village

## Aliments

### Cuisine typique Jepara
Jepara Regency ont toutes sortes de plats typiques de Jepara, qui est:
- Pindang Serani
- Soto Jepara
- Jepara Soupe de crevettes
- Pecel Ikan Laut Panggang
- Sate Kikil (Sate Cecek)
- Tempong

### Boissons typiques
Le kabupaten possède toutes sortes de boissons typiques :
- Adon Adon-Coro
- Ice Gempol
- Ice Pleret
- Dawet Jepara
- Dapur Kuwat Coffee
- Tempur Caffee
- Kopi Luwak Muria

### Snack et Dessert
Jepara Regency ont toutes sortes de snacks et desserts typiques :
- Talam
- Moka
- Sengkolon
- Latuh / Lato
- Rondho Royal / Monyos
- Klenyem / Lempok
- Kenyol / Gantilut
- Nogosari
- Moto Belong
- Poci
- Kuluban
- Brayo